# Trimeria monrosi
Trimeria monrosi är en stekelart som beskrevs av Willink 1959. Trimeria monrosi ingår i släktet Trimeria och familjen Masaridae. Inga underarter finns listade i Catalogue of Life.